# Episodi di Vicini troppo vicini (prima stagione)
La prima stagione della serie televisiva Vicini troppo vicini è stata trasmessa in anteprima negli Stati Uniti d'America dalla ABC tra l'11 novembre 1980 e il 12 maggio 1981.
| nº | Titolo originale                   | Titolo italiano | Prima TV USA     | Prima TV Italia |
| -- | ---------------------------------- | --------------- | ---------------- | --------------- |
| 1  | Pilot                              |                 | 11 novembre 1980 |                 |
| 2  | It Didn't Happen One Night         |                 | 16 novembre 1980 |                 |
| 3  | The Bag Lady                       |                 | 18 novembre 1980 |                 |
| 4  | Sara's Monroe Doctrine             |                 | 25 novembre 1980 |                 |
| 5  | Que Sara, Sara                     |                 | 2 dicembre 1980  |                 |
| 6  | Tenants, Anyone?                   |                 | 9 dicembre 1980  |                 |
| 7  | Who's Afraid of the Big Bad Wolfe? |                 | 16 dicembre 1980 |                 |
| 8  | Mister Big                         |                 | 6 gennaio 1981   |                 |
| 9  | The Location                       |                 | 13 gennaio 1981  |                 |
| 10 | A Friend in Need                   |                 | 27 gennaio 1981  |                 |
| 11 | A Fine Romance                     |                 | 3 febbraio 1981  |                 |
| 12 | The Boy in the Band                |                 | 10 febbraio 1981 |                 |
| 13 | Deadline for Henry                 |                 | 17 febbraio 1981 |                 |
| 14 | Huey                               |                 | 24 febbraio 1981 |                 |
| 15 | Centerfold                         |                 | 3 marzo 1981     |                 |
| 16 | What's Wrong with Mr. Right?       |                 | 17 marzo 1981    |                 |
| 17 | Up Your Easter Bonnet              |                 | 24 marzo 1981    |                 |
| 18 | Cosmic Cow vs. the Oval Office     |                 | 5 maggio 1981    |                 |
| 19 | The Return of Rafkin               |                 | 12 maggio 1981   |                 |